# Bernhard Diedrich Brauer
Bernhard Diedrich Brauer genannt Brauer von Hachenburg (* 29. September 1629 in Dortmund; † 19. Januar 1686 in Lübeck) war ein Jurist und Bürgermeister der Hansestadt Lübeck.

## Leben
Bernhard Diedrich Brauer war der Sohn des Dortmunder Pastors Johann Brauer. Er studierte Rechtswissenschaften an den Universitäten von Rinteln, Gießen, Köln und Straßburg. An der Universität Heidelberg promovierte er 1656 zum Dr. beider Rechte. Er schlug zunächst die Advokatenlaufbahn ein und wurde in Speyer beim Reichskammergericht tätig, wo sich der Name Brauer von Hachenburg prägte. Zu seinen Mandanten gehörten die Städte Worms und Lindau sowie der Kurfürst Karl I. Ludwig von der Pfalz, der 1648 die Kurwürde der Pfalz von Bayern zurück erlangt hatte. 1667 wurde er vom Rat der Hansestadt Lübeck zum Syndicus der Stadt bestellt. Als im Dezember des gleichen Jahres durch den Tod von Johann Friedrich von Winterfeld die Stelle des Lübecker Dompropsten vakant wurde, präsentierte ihn der Rat, der seit einem Vergleich mit dem Domkapitel aus dem Jahr 1595 turnusmäßig das Präsentationsrecht hatte, dem Domkapitel, das Brauer am 28. Dezember 1667 auch zum Dompropst wählte. Dabei machte Brauer klar, dass diese Würde und der damit verbundene Eid seinen Amtseid als Syndikus nicht präjudizieren dürfe.
Brauer war gleichzeitig in Personalunion seit dem letzten Hansetag am 29. Mai 1669 in Lübeck der letzte Syndicus der Hanse, der von einem Hansetag bestellt wurde. Der gegen das Lübecker Patriziat eingestellte Brauer verfasste als Syndicus Gutachten, die sich kritisch mit der Stellung des Patriziats in Lübeck in dieser Zeit auseinandersetzten, das die Interessen an seinen Landgütern im Umland der Stadt über die Politikinteressen der Stadt stellte. Auch gegen die Korporation der Schonenfahrer bezog er rechtlich Stellung und begleitete so den Rat in der kritischen Phase, die vom Kassarezess (1665) zum Bürgerrezess (1669) führte. Im September 1669 wurde er im Rat zu einem der Bürgermeister der Stadt bestimmt. Das Domkapitel und der Fürstbischof August Friedrich von Schleswig-Holstein-Gottorf legten ihm daraufhin nahe, die Dompropsten-Würde niederzulegen, da sie mit dem Bürgermeisteramt unvereinbar sei, aber Brauer weigerte sich unter Hinweis auf die Tatsache, dass auch andere Mitglieder des Kapitels etwa als dänische Räte unter fremden Eid stünden, und die Sache verlief im Sande. Weiter wurde er 1670 auch im Möllner Prozess um die Möllner Pertinenzien für Lübeck und seine Interessen mit einer von ihm verfassten Streitschrift tätig.
Seine Tochter Catharina Margarethe war die erste Ehefrau des späteren Lübecker Ratsherrn Joachim von Dale (1651–1726). Seine Tochter Rosina Barbara wurde die Ehefrau des Lübecker Chronisten Henrich Seedorf (1631–1686), Verfasser der Vicisitudo Lubecana (1677).

## Werke
- Catalogus Argumentorum, Iunctis documentis verificatoriis, Warumb die nechst an der Stadt Lübeck gelegene Dörffer / Stockelsdorff / Steinrade / Meußling und Morje / zu der Lübeckischen Hoh- und Ober-Botmäßigkeit gehören / und die Stadt Lübeck / in derer kundbaren uralten Possession, consequenter, dieselbe Güter so wol / als deren Possessores, E.E. Rahts Verordnungen in Policey-Sachen und den allgemeinen Bürgerlichen Concordatis ... unterworffen seyn und bleiben müssen ... Lübeck: Jäger 1668
- Liquidatio Deß auff dem Städlein Möllen hafftenden Kauff- und Pfand-Schillings / sambt dem / was Ein E. Hochweiser Raht des Heil. Reichs-Stadt Lübeck vor abtretung desselben in liquido ferner zu forderen hat : Mit beygefügten theils bereits ad acta gebrachten / theils durch Gottes Gnad allererst auffgefundenen klaren Siegel und Brieffen Auch anderen unstreitigen Beweiß- und Uhrkunden Wider der SachsenLawenburgischen Bedienten in Truck ausgegebenen Triumphum ante victoriam Ex Mandato Ampliss: Senatus Lubecensis publiciret In Sachen Holstein / modo SachsenLawenburgh / [et]c. Contra Lubeck Simpl: Querelae. Lübeck: Jäger 1670
- Eines Edlen Hochweisen Rahts des heiligen Reichs Freyen Stadt Lübeck Defensio Liquidationis, des auff dem Städtlein Möllen hafftenden Kauff- und Pfandschillings/ sambt was vor Abtretung desselben in liquido ferner zu fordern hat : Mit dazu gehörigen und in folgenden pagina vermeldeten adiunctis, Des Sachsen-Lawenburgischen Schrifft-Dichters illiquidissimis seu (visis documentis) plane cavillatoriis exceptionibus entgegen gesetzet/ In Sachen Holstein/ modo Sachsen-Lawenburg / Contra Lubeck / S.Q. Die Ablösung Möllen betreffend. Lübeck: Jäger 1670